# Friedrich-Wilhelm von Chappuis
Friedrich-Wilhelm von Chappuis (* 13. September 1886 in Schubin; † 27. August 1942 in Magdeburg) war ein deutscher General der Infanterie im Zweiten Weltkrieg.

## Leben

### Herkunft
Friedrich-Wilhelm entstammte dem Adelsgeschlecht von Chappuis. Er war der Sohn des Unterstaatssekretärs Hermann von Chappuis (1855–1925).

### Militärkarriere
Chappuis trat am 6. März 1906 als Fähnrich in das Garde-Grenadier-Regiment Nr. 5 der Preußischen Armee ein. Während des Ersten Weltkriegs kämpfte er, zuletzt als Hauptmann an der West- und Ostfront und wurde u. a. mit dem Ritterkreuz des Königlichen Hausordens von Hohenzollern mit Schwertern ausgezeichnet. Nach Kriegsende war er in einem Freikorps tätig und wurde im Oktober 1919 in die Reichswehr übernommen. Hier hatte er verschiedene Truppen- und Stabsverwendungen inne, so wurde er 1934 Kommandeur des 5. (Preußisches) Infanterie-Regiments. Ab dem 1. April 1938 war Chappuis als Generalmajor Chef des Generalstabes des XIV. Armeekorps (mot). Am 6. Oktober 1939 wurde er Kommandeur der 15. Infanterie-Division und per 1. Januar 1940 zum Generalleutnant befördert. Am 12. August 1940 übernahm Chappuis als Kommandeur die 16. Infanterie-Division. Für seine Leistungen erhielt er am 15. August 1940 das Ritterkreuz des Eisernen Kreuzes. Seit dem 15. März 1941 war Chappuis Kommandierender General des XXXVIII. Armeekorps, das im Verband der Heeresgruppe Nord in den Russlandfeldzug ging. Von diesem Posten wurde Chappuis am 24. April 1942 nach dem sowjetischen Durchbruch in der Ljubaner Operation abgelöst und in die Führerreserve versetzt.
Er empfand seine Ablösung als schwere Kränkung, über die er nicht hinweg kam, so dass er am 27. August 1942 im Alter von 55 Jahren Suizid beging. Beigesetzt wurde er auf dem Berliner Kaiser-Wilhelm-Gedächtnis-Friedhof in Westend, wo bereits sein Vater 1925 seine letzte Ruhestätte gefunden hatte. Die erhaltene Grabstelle von Friedrich-Wilhelm von Chappuis wird markiert durch eine Grabplatte aus Muschelkalkstein mit Inschrift sowie einem Adlerrelief mit Eisernem Kreuz.
Chappuis war Ehrenritter des Johanniterordens und war nicht verheiratet.